# Röthlein
Röthlein est une commune de Bavière (Allemagne), située dans l'arrondissement de Schweinfurt, dans le district de Basse-Franconie.

## Personnalités liées à la ville
- Hubert d'Andlau de Hombourg (1868-1959), homme politique né à Heidenfeld.
- Michael von Faulhaber (1869-1952), cardinal né à Klosterheidenfeld.